# Abraham Benaroya
Pour les articles homonymes, voir Benaroya.
Abraham Benaroya (hébreu : אברהם בן-ארויה; grec moderne : Αβραάμ Μπεναρόγια; ladino : Abrahán Eliezer Benarroya), né à Vidin (Principauté de Bulgarie, Empire ottoman) en 1887 et mort à Holon en Israël le 16 mai 1979, est un militant révolutionnaire juif, dirigeant la Fédération socialiste ouvrière de Salonique et fondateur de l'ancêtre du Parti communiste de Grèce.

## Jeunesse
Abraham Benaroya est né à Salonique, alors ville commercialement et politiquement très active de l'Empire ottoman, dans une famille juive séfarade, ou peut-être à Vidin, en Bulgarie ottomane.
Il a été élevé à Vidin par une famille de petits commerçants. Il parle six langues couramment. Il étudie à la Faculté de droit de l'Université de Belgrade, mais n'obtient pas de diplôme, préférant devenir enseignant dans la ville de Plovdiv, où il publie, en bulgare, La Question juive et la social-démocratie. Il revient à Salonique comme militant socialiste immédiatement après la révolution des Jeunes-Turcs en 1908.

## La Fédération socialiste ouvrière de Salonique

### La fondation
Il fonde un groupe appelé le Cercle séfarade d'études socialistes et entre en contact avec les Bulgares de gauche de Salonique, y compris avec les gens dits du Parti fédéraliste dirigé par Yané Sandanski et avec le Parti des travailleurs bulgares socialistes. L'influence d'Abraham Benaroya augmente, lorsqu'il propose d'organiser le mouvement socialiste dans la ville sous la forme d'une fédération à laquelle tous les groupes nationaux peuvent participer.
Pragmatique et idéaliste à la fois, Abraham Benaroya joue un rôle majeur dans la création en 1909, à Salonique, de la « Fédération socialiste ouvrière » (en judéo-espagnol : « Federacion »). L'organisation prend ce nom car elle est construite sur le modèle du Parti social-démocrate autrichien : une fédération de sections nationales séparées, chacune représentant un groupe ethnique de Salonique : les Juifs, les Bulgares, les Grecs et les Turcs. Au départ, la presse et la propagande de cette fédération est d'ailleurs éditée en quatre langues : le judéo-espagnol pour les Juifs, le bulgare, le grec et le turc. Mais en pratique, les sections grecques et turques, très faibles numériquement, n'existent pas réellement.

### Une position résolument antisioniste
Très tôt Abraham Benaroya s'est intéressé à la question juive. Son premier livre traite de la question juive et de la social-démocratie à Salonique. Il a fondé un groupe appelé le « Cercle d'Études séfarades socialiste ».
Le choix du judéo-espagnol (et non de l'hébreu), par Abraham Benaroya, est lié à ses positions résolument antisionistes et au désir de militer au plus près de la communauté juive de Salonique qui parle cette langue.

### Influence de la Fédération dans l'Empire ottoman
La Fédération socialiste ouvrière de Salonique devient rapidement, sous la direction d'Abraham Benaroya, le Parti socialiste le plus important de l'Empire ottoman. Elle crée des syndicats combattifs, attire des intellectuels brillants et se crée une base solide chez les ouvriers macédoniens. Elle entretient des liens avec la Deuxième internationale. De 1910 à 1911, Abraham Benaroya dirige l'édition d'un journal socialiste influent, « Solidaridad Obradera », imprimé en judéo-espagnol.
Contrairement aux autres partis qui ont été organisés sur une base ethnique, la Fédération socialiste ouvrière a été autorisée par les autorités ottomanes, en tant que groupe intercommunautaire. Un de ses dirigeants bulgare, Dimitar Vlahov, est élu député socialiste dans le nouveau parlement ottoman, dominé jusqu'en 1912 par le parti des Jeunes-Turcs (CUP). En effet, ses dirigeants soutiennent initialement les Jeunes Turcs, et Abraham Benaroya participe à la marche sur Constantinople de l'« Armée de la Liberté » pour aider à mâter la contre-révolution de 1909. Alarmés par la montée en puissance des groupes socialistes, les Jeunes-Turcs lancent ensuite une campagne de répression, au cours de laquelle Abraham Benaroya est emprisonné.

### Après l'annexion grecque de Salonique
À la suite de l'annexion de Salonique par la Grèce durant les guerres balkaniques, Abraham Benaroya résiste aux tentatives d'imposer des divisions ethniques dans la ville. Opposés à la Première Guerre mondiale, Abraham Benaroya et un autre dirigeant socialiste juif ont été exilés pendant deux ans et demi sur l'île de Naxos. Contrairement à la plupart des socialistes de premier plan dans la Grèce d'avant-guerre qui suivent le premier ministre Eleftherios Venizelos, Abraham Benaroya et la Fédération socialiste ouvrière de Salonique, restent fidèles aux idéaux internationalistes, et se mobilisent pour la neutralité. La neutralité est alors prônée aussi par le roi Constantin Ier de Grèce, pour des raisons bien différentes (il est plus proche de l'Allemagne que des Alliés), et le roi entre en conflit avec son entourage militariste (voir Schisme national). Cette situation conduit à une perte d'influence de la Fédération socialiste ouvrière en Macédoine. Après le départ de son élément slave, la Fédération a été numériquement dominée par les Juifs.
À partir de 1915, la Fédération reprend de l'influence en raison de la réaction populaire contre la guerre. Abraham Benaroya contribue à l'organisation d'émeutes contre la guerre, principalement dans la population juive. Monarchistes et vénizélistes sont réellement rejetés et la gauche se radicalise : Abraham Benaroya, en gardant son indépendance face aux deux groupes politiques établis, tourne la situation à son avantage. Lors des élections législatives de mai 1915, la Fédération fait élire deux députés représentant Salonique au Parlement grec, et manque de quelques voix un troisième siège. Des liens solides s'établissent avec les groupes internationalistes et les organisations de toute la Grèce ainsi qu'avec des organisations étrangères. C'est d'eux que naît plus tard le Parti socialiste ouvrier. Cependant, une autre faction socialiste, dirigée par le futur Premier ministre Alexandros Papanastasiou, a également des députés élus lors de cette élection.

## La fondation du Parti socialiste grec
Après une rencontre historique avec Venizelos, Abraham Benaroya dont l'habileté tactique est démontrée, réussit à unir les socialistes et les syndicalistes par la fondation d'une part, du Parti socialiste du Travail de Grèce, ancêtre du parti communiste grec et d'autre part, de la Confédération générale des travailleurs grecs.
La persécution par le gouvernement du nouveau mouvement conduit à une grève générale en 1919. La polarisation sociale et politique, ainsi que le prestige de la jeune Union soviétique, renforcent l'aile radicale du parti qui s'affilie à la Troisième Internationale léniniste. Le Centre du Travail de Salonique, autre création de Benaroya, réunit plus de douze mille travailleurs de toutes nationalités, en grande partie juifs, et devient le centre du socialisme radical. La chute du gouvernement Venizelos et la guerre en Anatolie alimentent  encore plus la dissidence, entraînant des émeutes anti-guerre. Dans la foulée de ces développements, Abraham Benaroya, à nouveau jeté en prison, ainsi que la plupart des dirigeants du parti, ont été marginalisés par les radicaux. D'autre part les socialistes modérés comme Alexandros Papanastasiou commencent à préparer leur propre révolution dont le but principal est à présent de renverser la monarchie grecque.

## Le refus de la bolchévisation
En 1922, l'armée grecque est défaite par les kémalistes et un coup d'État militaire renverse le roi Constantin. Le nouveau gouvernement entreprend de nombreuses réformes, notamment la distribution des grands domaines aux paysans, mais après une grève générale, les travailleurs sont violemment réprimés. Un peu plus tard, en décembre 1923, Alexandre Benaroya, qui préfère le modèle organisationnel social-démocrate et s'oppose à la bolchévisation, est exclu du Parti communiste de Grèce et doit quitter la direction d'Avanti. Ensuite, il axe son action militante sur la communauté juive de Salonique, et participe à un groupe de dissidents qui aurait reçu l'appui d'Alexandros Papanastasiou, alors premier ministre. À cette époque, Abraham Benaroya et Papanastassiou sont d'accord sur la nécessité des réformes et non d'une révolution, et sur la priorité de l'abolition de la monarchie. Un impératif tout aussi urgent, cependant, est la lutte contre le racisme et l'antisémitisme.
Abraham Benaroya reste politiquement actif après 1924, mais comme il se situe en dehors des formations politiques principales de la gauche, les communistes et les socialistes de Papanastassiou, sa capacité d'action est de plus en plus restreinte. À Salonique, il a une vie difficile, surtout après que le tournant nationaliste des Libéraux, à la fin des années 1920, et le coup d'État vénizéliste de 1935 ont détruit la République et les espoirs de la gauche démocratique.

## La Seconde Guerre mondiale et l'exil
Dans les années 1940, il a perdu un fils dans la guerre italo-grecque, a survécu aux camps de concentration allemands, et a dirigé après son retour en Grèce le petit parti socialiste SK-ELD (Σοσιαλιστικό Κόμμα - Ένωση Λαϊκής Δημοκρατίας, Parti socialiste - Union de la démocratie populaire) avec l'ex-ministre des Finances Alexandros Svolos et le futur premier ministre Ilias Tsirimokos.
Il est allé vivre en Israël en 1953, à Holon où il tenait un petit kiosque à journaux. Il meurt en 1979, âgé de 92 ans, après avoir vécu sa fin de vie dans une misère noire.

### Par Avraam Benaroya
- (bg) La Question juive et la social-démocratie
- (el) Η πρώτη σταδιοδρομία του Ελληνικού προλεταριάτου (Les premiers pas du prolétariat grec), Εναλλακτικές Εκδόσεις, Athènes, 1975  (ISBN 9780004270302)
- (he)  "Reshit ha-Tenu'ah ha-Sosialistit bein Yehudei Saloniqi" (Le début du mouvement socialiste parmi les Juifs de Thessalonique), in: David A. Recanati (dir.), Zikhron Saloniqi (Mémoires de Salonique), Tel-Aviv, 1972, vol. 1, p. 309–320

### Par d'autres auteurs
- (en) Spyros Marketos, "Avraam Benaroya and the Impossible Reform", in: Justice (The International Association of Jewish Lawyers and Jurists, Tel Aviv), n° spécial "Remember Salonika" (Printemps 1999).   (ISSN 0793-176X). p. 9–13